# Guardistallo
Guardistallo és un municipi situat al territori de la província de Pisa, a la regió de la Toscana, (Itàlia).
Guardistallo limita amb els municipis de Bibbona, Casale Marittimo, Cecina, Montecatini Val di Cecina i Montescudaio.

## Galeria

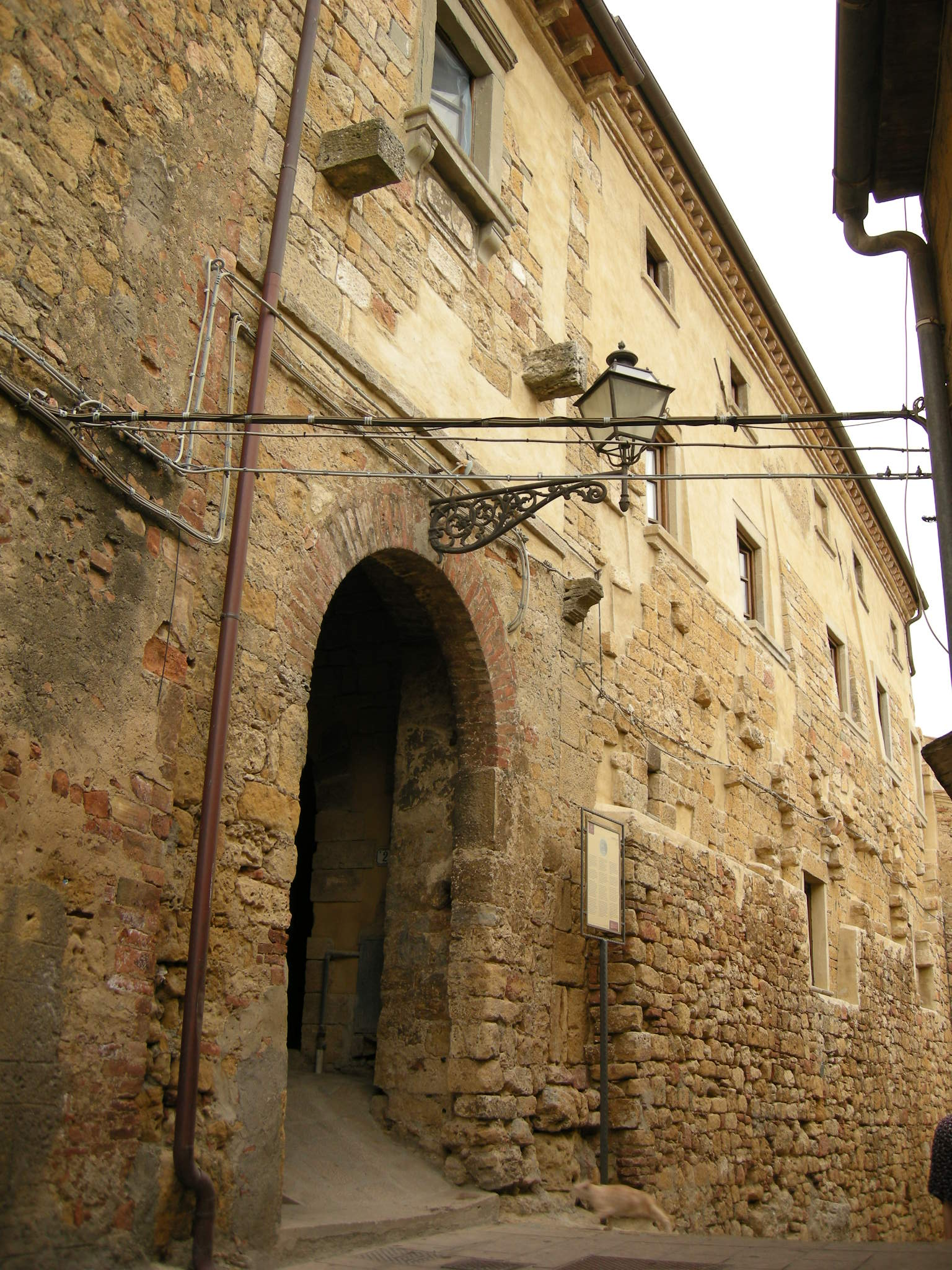
Entrada del castell
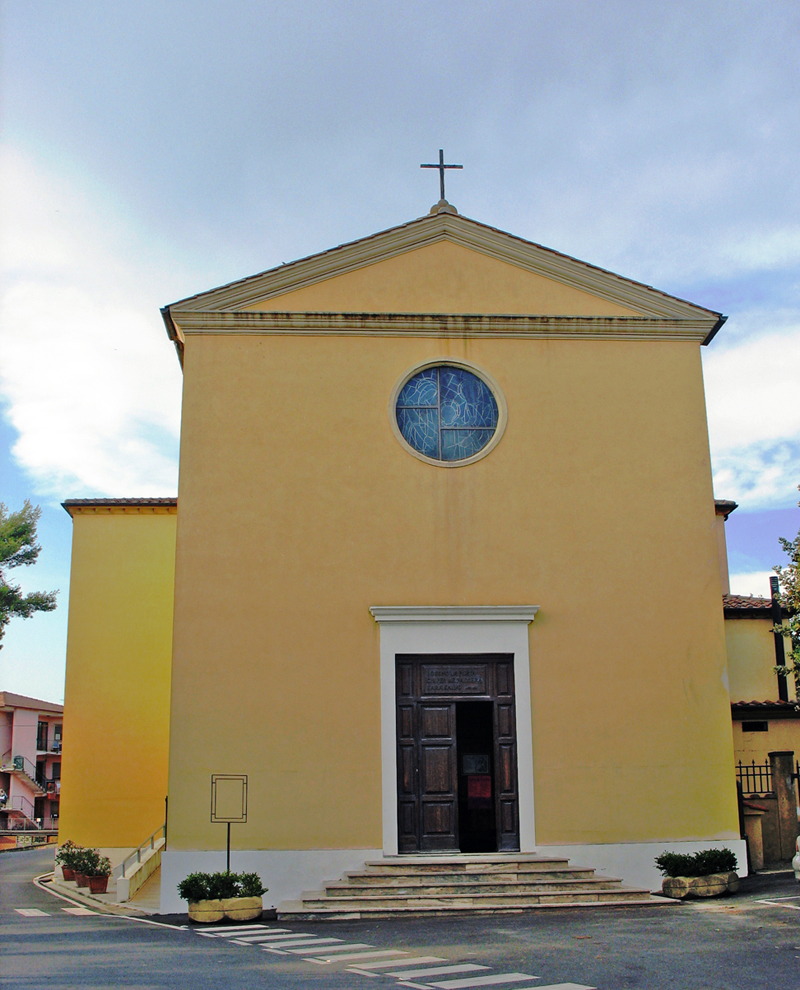
Església de S.Llorenç